# Vojkovice (district de Frýdek-Místek)
Pour les articles homonymes, voir Vojkovice.
Vojkovice (en polonais : Wojkowice ; en allemand : Wojkowitz) est une commune du district de Frýdek-Místek, dans la région de Moravie-Silésie, en République tchèque. Sa population s'élevait à 756 habitants en 2021.

## Géographie
Vojkovice se trouve à 8 km à l'est de Frýdek-Místek, à 22 km au sud-est d'Ostrava et à 293 km à l'est-sud-est de Prague.
La commune est limitée par Horní Domaslavice au nord, par Dolní Tošanovice à l'est, par Dobratice au sud-est et au sud, et par Nošovice à l'ouest.

## Histoire
La première mention écrite de la localité date de 1520.

## Économie
La commune bénéficie de l'implantation, en 2007, de la société Hyundai Motor Manufacturing Czech s.r.o. (HMMC), filiale du groupe coréen Hyundai, dans la commune voisine de Nošovice. Ce site industriel produit 330 000 véhicules par an pour un effectif de 3 400 personnes en 2014.

## Transports
Par la route, Vojkovice se trouve à 10 km de Frýdek-Místek, à 31 km d'Ostrava et à 362 km de Prague.